# Aissata Dia
Aissata Dia Malick née le 12 novembre 1994 à Abidjan en Côte d'Ivoire, est une reine de beauté et mannequin ivoirienne, élue Miss Côte d'Ivoire 2013,,.

## Biographie

### Jeunesse
Aissata Dia Malick connue sous le nom d'Atasia est née à Abidjan la capitale économique de la Côte d'Ivoire. Elle y grandit et y passe la majeure partie de son enfance. Benjamine d'une famille de 6 enfants, elle fait ses études en Côte d'Ivoire au Sénégal et en Tunisie).
En 2013, elle est élue miss Aboisso (Sud Comoé). Après son sacre elle fut élue miss Côte d'Ivoire le 8 juin 2013, c'est ainsi qu'elle représente son pays le 28 septembre 2013 à Bali et Jakarta en Indonésie pour l'élection Miss mondepuis à miss CEDEAO le 14 décembre 2014 où elle fut classée 1re dauphine.

### Carrière
Aïssata Dia commence sa carrière de mannequin à l'âge de vingt ans. Après son passage à Moreno’s fashion en Décembre 2014 où elle ouvre le défilé de Elie Kuame[réf. souhaitée], elle signe plus tard un contrat avec l'agence parisienne Karin Models en 2015.
Huit mois plus tard, elle quitte Karin et s’engage avec Metropolitan models qui est son agence mère puis avec Independent model Milan en février 2017.
En 2017, Aïssata fait partie des sept mannequins les plus demandés en Côte d’Ivoire.
Depuis lors, elle multiplie ses présences dans les différents défilés pour des créateurs tels que Galia Lahav, Célia kritharioti, Guo Pei, Piaget, Julien Fournié, Paul Ka, The Situationist, Johanna Ortiz, Georges Hobeika, Manish Arora, Rick Owens, Thom Browne.
Elle a également été mannequin cabine pour la marque Balmain[réf. souhaitée].
Aïssata Dia apparaît dans les magazines de mode tels que Vogue Arabia, W Korea ou encore Milk[réf. souhaitée].